# Cryptorhopalum haplotes
Cryptorhopalum haplotes är en skalbaggsart som beskrevs av William James Beal 1979. Cryptorhopalum haplotes ingår i släktet Cryptorhopalum och familjen ängrar. Inga underarter finns listade i Catalogue of Life.